# Servantes du Sacré-Cœur de Jésus de Versailles
Ne doit pas être confondu avec Servantes du Sacré-Cœur de Jésus de Cracovie.
Les Servantes du Sacré-Cœur de Jésus de Versailles sont une congrégation religieuse féminine hospitalière de  droit pontifical. Depuis 2003, elles sont en fédération avec deux congrégations issues de leur institut : les Sœurs des Sacrés-Cœurs de Jésus et de Marie et les Servantes du Sacré-Cœur de Jésus de Vienne.

## Histoire
La congrégation est fondée le 17 octobre 1866 à la chapelle Notre-Dame-de-Grâce de Grenelle par l'abbé Pierre-Victor Braun (1825 - 1882), religieux de Saint Vincent de Paul pour fournir une assistance aux jeunes femmes de la campagne qui viennent travailler comme domestiques à Paris. La communauté est reconnue comme institut religieux de droit diocésain en 1868 par Jean-Pierre Mabile, évêque de Versailles. En 1885, les sœurs établissent leur maison-mère à Versailles.
La guerre franco-allemande de 1870 fait fuir un groupe de sœurs vers l'Angleterre. Après la fin de la guerre, certaines sœurs françaises retournent à Paris et rétablissent la congrégation et son œuvre. En 1902, la majorité des sœurs anglaises choisissent de se séparer des Servantes du Sacré-Cœur et de former une nouvelle congrégation sous le nom de Sœurs des Sacrés-Cœurs de Jésus et de Marie. Une communauté est créée à Vienne pour gérer l'hôpital de cette ville qui déclare son indépendance de l'institut, laissant place à la congrégation des Servantes du Sacré-Cœur de Jésus de Vienne en 1893.
La congrégation reçoit le décret de louange le 29 mars 1899 et ses constitutions sont définitivement approuvées le 1er mai 1934. En 1954, les premières missions s'établissent en Guinée. Depuis 2003, elles sont en fédération avec les Sœurs des Sacrés Cœurs de Jésus et de Marie et les Servantes du Sacré-Cœur de Jésus de Vienne.

## Fusion
- 1961 : Les Filles de l'union chrétienne de Mende[5] fondées à l'origine pour assister les jeunes protestantes récemment converties au catholicisme. Plus tard, elles diversifient leur apostolat : enseignement, soins des malades, aide aux paroisses[6]. Plusieurs religieuses de l'union chrétienne de Mende ont donné naissance à d'autres congrégations : Les Sœurs de Saint Joseph des Vans fondées par Marie-Thérèse Castanier et les sœurs de la Doctrine Chrétienne de Meyrueis fondées par Marie Perségol (aujourd'hui unies aux Sœurs de Saint Joseph de Saint-Péray), les Ursulines de Jésus et Marie de Malet fondées en 1806 à Saint-Côme-d'Olt par Jeanne Planchon[5] et les Ursulines de Quézac fondées en 1805 par les sœurs Vivens et Dubeix[7] (les deux sont maintenant fusionnées dans les Ursulines de l'union romaine). La sœur Henriette Vivens apporte son aide pour la fondation des Sœurs de la Présentation de l'Adoration du Saint-Sacrement fondées en 1808 à Saint-Laurent-d'Olt et Julie Chauchard, fondatrice des Sœurs minimes du Saint Cœur de Marie est formée par les Sœurs de Mende (les deux congrégations font maintenant partie des Sœurs de Jésus Serviteur)[8].
- 1974 : Les Consolatrices du Cœur de Jésus de Boussu-les-Mons en Belgique s'unissent aux Servantes[9].

## Activités et diffusion
Les Servantes du Sacré-Cœur de Jésus se dédient à l'assistance des jeunes, au soin des orphelins et des malades.
La maison généralice est à Versailles.
En 2017, la congrégation comptait 97 sœurs dans 11 maisons.